# 述語の論理
述語の論理（じゅつごのろんり）とは、西田哲学中期の中心的な概念の一つで「場所の論理」と密接な関係がある。包摂判断で、述語である「場所」が、主語である「（場所に）於いてあるあるもの」を包み込む関係に成ってるため、述語が主語より優位に立つとみなす考え方である。

## 概要
アリストテレスは形而上学において存在一般の意味を明確にしようとする試みから、形而上学（第一哲学）において存在論を打ち立てた。これに対して、西田幾多郎は基体を媒介として「主語になるが述語にならない」という主語と述語の包摂関係である個物を基礎とする主語的論理の持つ根本的意義を追求することにより「述語の論理」に到達した。これは、普遍者の自己規定により個別者が定まるヘーゲル的な思想に近い。
西田によれば、場所の理論は
と論じるとともに、「述語となって主語とならないもの」と言う定義が、論文「場所」では何度も記述されており、場所の理論と述語の理論は強く関連していることを示している。
包摂判断においては全体としての述語が部分としての主語を含む。また、知るものである主観が、知られるものである客観を含むと読みかえると、これらは認識の構造を示すことになる。
人が一つの判断下す時、そこで主語となっていて不自然ではなく自然に気付かれやすい個物以外に、あらゆる個物を内に包み述定作用を可能にする「超越的述語面」が背後にあると西田は論じている。
ここで西田は「場所」という概念を考え出し超越的述語面を場所と考え、場所はあらゆる個物を自己に内包し存在させる一般者であり個物は「於いてあるもの」と定義した。しかし、このように定義した述語的論理は主観主義であると批判されている。
場所は意識主観としての述語的場所であるが、そこに「於いてあるもの」たる個物は「主語となって述語とならない」のであり、言い換えると場所と結びつきつつも場所を超越する側面をもつと言える。このような側面があるため場所は真の全体にして一般者とはなり得ない。このため、個物と場所の両方を包み込む、より根源的な全体性として「判断的一般者（具体的一般者）」という考えが示される。
具体的一般者は自己の内に「特殊化」の原理を含み自己自身の主語となりえる。このため、が改めて場所として規定しなおされる。これにより新たに規定された「場所」が述語的場所に代わる、無の場所であり主観と客観を媒介し両者を自己の内に内在化した、新たな場所の概念として作り直された。こうして「述語の論理」は「場所の論理」の深化の中で、「場所の論理」に取って代わられる事となった。